# Hopperia americana
Hopperia americana is een rondwormensoort uit de familie van de Comesomatidae. De wetenschappelijke naam van de soort is voor het eerst geldig gepubliceerd in 1984 door Pastor de Ward.